# Tjornyj Orjol
Tjornyj Orjol (ryska: Чёрный Орёл, ”Svart Örn”) eller Objekt 640 är ett nedlagt ryskt stridsvagnsutvecklingsprojekt. 
Tjornyj Orjol började utvecklas på 1980-talet och var en ny modell av ryska stridsvagnar, olik de andra klassiska sovjetiska stridsvagnarna och var på 1990-talet en kandidat till att bli Rysslands nya stridsvagn. Väldigt lite blev känt om denna stridsvagn och en liten del av den tekniska informationen är spekulativ.
I slutet av 1980-talet upprättade Kirovfabriken i Leningrad under ledning av Nikolai Popov ritningar på en ny klass av stridsvagnar baserad på ett modifierat T-80U-chassi med bland annat sex eller sju hjul och starkare pansar. När fabriken stängde, i och med upplösningen av Sovjetunionen, flyttades tillverkningen av T-80 till Omsk, där utvecklingen av Tjornyj Orjol fortsatte. 
Tornet var försett med en typ av reaktiva pansarblock, kallad Kaktus, och en separat kapsel som skulle göra det lättare att installera större kanoner med kaliber ända upp till 152 mm. Precis som i T-95 satt besättningen i en separat kapsel i vagnen. Genom att tornet var obemannat kunde Tjornyj Orjol ha en låg profil. Tjornyj Orjol var också utrustad med ett nytt och snabbt automatiskt laddningssystem, som skulle tillåta att tolv skott per minut avfyrades.
Under en internationell vapenuppvisning i Omsk 1997 uppvisades en prototyp av den nya stridsvagnen med det speciella namnet Svarta Örnen (Tjornyj Orjol). Rysslands försvarsminister sade i ett tal samma år att det skulle tillverkas 350 Tjornyj Orjol-stridsvagnar till år 2005. Meningen var att dessa skulle träda i tjänst 1999. Projektet lades dock ned och stridsvagnen kom aldrig i serieproduktion.